# نبرد دریای زرد
نبرد دریای زرد (ژاپنی: 黄海海戦; روسی: Бой в Жёлтом море) یک نبرد دریایی بزرگ در جنگ روسیه و ژاپن بود که در ۱۰ تا ۱۹ اوت رخ داد. این نبرد در نیروی دریایی روسیه به عنوان نبرد ۱۰ اوت نیز شناخته می‌شود. این نبرد تلاش ناوگان روسی در پورت آرتور را برای شکستن و تشکیل با اسکادران ولادی وستوک ناکام گذاشت و آنها را مجبور به بازگشت به بندر کرد. چهار روز بعد، نبرد اولسان به‌طور مشابه به پرواز گروه ولادیوستوک پایان داد و هر دو ناوگان را مجبور به لنگر انداختن کرد.